# 野溝弐彦
野溝 弐彦（のみぞ かずひこ、1889年（明治22年）4月19日 - 1947年（昭和22年）5月24日）は、大日本帝国陸軍軍人。最終階級は陸軍中将。功四級

## 経歴
1889年（明治22年）に大分県で生まれた。陸軍士官学校第22期卒業。1937年（昭和12年）8月、陸軍歩兵大佐に進級と同時に第16師団司令部附となり、旧制第三高等学校に配属された。同年11月に久留米連隊区司令官、1938年（昭和13年）に留守第16師団司令部附を経て、1939年（昭和14年）に歩兵第56連隊長に就任し、日中戦争に出動。汕頭、潮州、翁英、賓陽などを連戦。
1940年（昭和15年）に陸軍少将に進級し、1941年（昭和16年）に西部軍兵務部長に就任。1942年（昭和17年）に歩兵第51旅団長に転じ、中国戦線に復帰。湘桂作戦、長沙、衡陽、全県で戦果を収めた。1945年（昭和20年）1月、第126師団長心得となり、同年3月に陸軍中将進級と同時に第126師団長に親補される。満州国掖河で終戦を迎えた。